# 黄南 (法国)
黄南（1932年6月30日—1992年2月5日），法国武术家， 越南华裔法国人。他是20世纪60年代在法国传播中国功夫和太极拳的先驱。